# Sint-Henricuskerk (Clinge)
De Sint-Henricuskerk is de parochiekerk van Clinge, gelegen aan 's-Gravenstraat 169.
Deze kerk stamt uit 1876 en werd ontworpen door P. Soffers. In 1875 werd de parochie Clinge gesticht, nadat het dorp zich in 1830 had afgescheiden van het (sindsdien Belgische) De Klinge. Het is een bakstenen basiliek in neoromaanse stijl. De voorgebouwde toren heeft vier geledingen. De benedenste twee zijn vierkant, de twee daarboven zijn achtkant en worden gedekt door een achtkante spits. Het verlaagde koor is driezijdig afgesloten.
Het orgel is van 1763 en werd vervaardigd door Detlef Onderhorst. Het is afkomstig uit de kerk van Standdaarbuiten en werd in 1970 gerestaureerd.
In 2014 werd de kerk in status verlaagd tot die van kapel.
De kerk is sedert 1998 geklasseerd als rijksmonument. Evenzo zijn de pastorie (1875), een baarhuisje op de begraafplaats (1875) en de nabij de pastorietuin gelegen restanten van een Engelse landschapstuin (1e helft 19e eeuw) als zodanig geklasseerd.